# هيروديون (قديس)
القديس هيروديان (توفي عام 136)، هو شهيد مسيحي من القرن الثاني و‌أسقف أنطاكية، خلفاً لإغناطيوس في أنطاكية، وهو اللقب الذي حمله لمدة عقدين.